# 宗怀德 (三原教区)
宗怀德（英語：Joseph Zong Huaide；1920年6月16日—2021年1月5日；聖名：若瑟）是中國籍天主教主教及中國天主教愛國會成員。曾任陕西三原教區主教（1987年-2003年）。

## 生平
宗懷德出生於1920年6月16日，陕西省关中道三原縣西陽鎮武官坊的一個貧窮村莊信徒家庭。1935年8月27日，他15歲時進入通遠坊小修院學習，並於1948年神學畢業。1949年6月5日，宗懷德在28歲時在晉鐸，且擔任富平堂區主任司鐸。
1953年至1955年期間，出任通遠坊堂區主任司鐸。1956年至1960年期間，擔任三原教區總務。1961年至1965年期間，因為中國政府在全國各地推動三自愛國運動，被迫歸鄉務農。1965年至1979年的文化大革命期間，教區所有宗教活動停止，宗懷德被強迫在陝西省三原、西安、寶雞和延安勞動改造至少14年。1980年代改革開放後教會逐步恢復運作，1980年2月再次出任堂區主任司鐸。
1985年10月23日，宗懷德在65歲時獲時任教宗若望保祿二世任命為陕西三原教區主教。1987年8月9日，由陕西鳳翔教區主教李鏡峰主禮秘密晉牧。可是，政府一直不承認他的主教身份。
宗懷德主教上任後認為教會要發展壯大，修院的成立是至關重要。因此選擇加入中國天主教愛國會，于1987年11月被选举为陕西省天主教教务委员会副主任，并在1992年10月18日正式就任三原教區正權主教。1997年，他赴羅馬及獲教宗若望保祿二世接見。2000年7月，他被选举为陕西省天主教爱国会副主席、陕西省天主教教务委员会副主任。2003年榮休，由蘭石接替出任三原教區正權主教。宗懷德主教任內於2010年主禮晉牧韓英進為三原教區主教，並分別襄禮晉牧在1994年的童輝為延安教區助理主教、1995年的楊廣彥為盩厔教區主教和2005年的黨明彥為西安總教區总主教。
2021年1月5日晚上，宗懷德主教於陕西省西安市高陵区通远天主堂去世，享年101歲。同日至10日期間設立靈堂於通遠天主堂，供各界人士弔唁及誦經祈禱。同年1月10日黃昏，在通遠天主堂舉行殯葬前夕彌撒，且在第二天上午舉行殯葬彌撒，並安葬在通遠天主堂。